# Горни Порой
Вижте пояснителната страница за други значения на Порой.
Горни Порой (понякога Горен Порой или Горно Порой, често членувано Горнио/Горнийо Порой, на гръцки: Άνω Πορόια, Ано Пороя, на арумънски: Foroi, е село в Егейска Македония, в Гърция, дем Синтика, област Централна Македония, с 836 жители (2021).

## География
Селото е разположено на 55 километра северозападно от град Сяр (Серес) и 30 километра западно от Валовища (Сидирокастро) в живописна местност в южното подножие на Беласица (Белес или Керкини) на 380 метра надморска височина. Югоизточно от него е разположено Бутковското езеро (Керкини). Горни Порой е разположено амфитеатрално на два рида, между които тече река Порой, суходолица, която традиционно разделя селото на две махали – Вароша на десния бряг и Джемаат на левия.

## История

### Етимология
Според Йордан Н. Иванов името е от порой – корито на силен воден поток след дъжд. От корена рой; за сравнение старобългарското сърой, порой. Порой е често местно и селищно име в българската топонимия.

### В Османската империя
Датата на основаване на селището е неизвестна. То се увеличава значително през втората половина на XVIII век, когато в Солун управлява валията Али паша – в него се заселват много българи от околните села, както и власи от Невеска и Абдера. През XIX век Горни Порой е едно от най-големите и развити села, всъщност малка паланка, в Демирхисарска каза на Серския санджак. Улиците, макар криви и тесни, са изцяло постлани с калдъръм и се отличават с чистота. Основен поминък на българите е земеделието, търговията и занаятите, както и бубарството. В плодородното поле се отглеждат ръж, ечемик, тютюн, боб, пшеница. Власите се занимават с обработка на вълна, скотовъдство, дребна търговия и по-малко със земеделие. Турците са земеделци. Поради богатството си селото е наричано Кючук Стамбул (Малкият Истанбул). По името на Горни и на съседното село Долни Порой (днес Като Пороя) цялата област от южна страна на Беласица е наричана Поройско.
Александър Синве („Les Grecs de l’Empire Ottoman. Etude Statistique et Ethnographique“), който се основава на гръцки данни, в 1878 година пише, че в Ано Пороя (Ano-Porroghia), Мелнишка епархия, живеят 650 гърци. В „Етнография на вилаетите Адрианопол, Монастир и Салоника“, издадена в Константинопол в 1878 година и отразяваща статистиката на населението от 1873 Горни Порой (Gorni-poroï) е посочено като село с 320 домакинства с 1000 жители българи и 60 власи.
В 1891 година Георги Стрезов пише за селото:
| „ | Горни Порой, голямо село в полите на Беласица. От Сяр на СЗ 12 часа път. Къщите са сградено гъсто, та изглеждат като натрупани едни въз други. Това село, както и Долни Порой страдат от чести порои, които се стичат от Беласица във време на силен дъжд; оттук и имената им. Земята бидейки камениста, жителите се предават на разни други занятия; коприната иде на първо място, затуй селото е обиколено с градини, обсадени с черници. Има и скотовъдци, шивачи, ботушвари, ковачи. Сее се и тютюн, най-много лен. Власите както навсякъде, поддържат гъркоманска партия; имат си църква „Св. Богородица“ и „Св. Никола“ и училище с двама учителя и 70 ученика. Българете са от най-разбудените: имат си църква „Св. Георги“ и „Св. Димитър“ и училище с 56 ученика. 50 турски, 350 български и 200 влашки къщи. | “ |

„Минахме покрай езерото Буткова, въ което се събиратъ водитѣ отъ плодородната и гѫсто населена долина между планинитѣ Белешъ и Курша. Доста широката долина не е равна въ сѣверната си часть, понеже водитѣ, които падатъ отъ стръмната планина, сѫ повличали много пръстъ и камъни и въ течение на много врѣме се образували при всѣка пукнатина голѣми възвишения, коиго се спущатъ навѫтрѣ въ долината. Въ таквазъ една издигната височина е построено и селото Горни-Пороя, дѣто стигнахме въ 5 1/2 часа.
Азъ попитахъ за аромѫнския кметъ и като поискахъ да ме приеме въ кѫщата си, той отказа, защото се билъ научилъ за мене отъ вѣстницитѣ и вслѣдствие на това считаше ме за агитаторъ...
Населението се състои отъ 200 аромѫнски, 100 турски и 450 български фамилии. Аромѫнетѣ заематъ високата часть на селото... И тукъ не намѣрихъ особености въ езика...
Твърдението ми за една особенна група струмешки власи... не може да стане на основание на особенъ диалектъ, нито пъкъ на нѣкаква етнографическа разлика между тѣзи и другитѣ аромѫне, а ако нѣкой иска да приеме такава група, това може да стане само на основание тѣхнитѣ отдѣлни жилища.“
Според Васил Кънчов („Македония. Етнография и статистика“) през 1891 година в селото има две български църкви в които се служи на църковнославянски и една влашка църква в която се служи на гръцки език. Има също две български начални училища и едно гръцко начално училище, което се посещава от власите. Към 1900 година според Кънчов в Горни Порой живеят 3780 души, от които 2200 българи, 480 турци и 1100 власи.
В началото на XX век българските жители на Горни Порой са под върховенството на Българската екзархия, а власите се отцепват от Цариградската патриаршия и си образуват румънска община със своя църква, като влизат в конфликт и с българите. По данни на секретаря на екзархията Димитър Мишев („La Macédoine et sa Population Chrétienne“) в 1905 година в Горни Порой има 3840 българи екзархисти, 25 гърци и 750 власи. В селото има начално гръцко и начално и прогимназиално българско училище.
В 1904/1905 година в централното първокласно българско училище преподават Димитър Стаменов, Павлина Вардева и Мария Никова, а в основното Иван Ст. Клифов.
Към 1906 година Горни Порой има няд 4000 жители, от които 2/3 българи екзархисти, а останалите власи, власи гъркомани и турци. Функционират три християнски общини – българска, патриаршистка и влашка. Българската община е над 2500 души и има по една църква във всяка махала, както и две недобре уредени училища. Българската община е под ведомството на Демир Хисарската екзархийска община. Патриаршистката община се състои от 500 души власи гъркомани и е подчинена на Мелнишката митрополия. Поддържа гръцко училище с двама учители и една учителка. Влашката община е новосъздадена, подчинена на българската, и към нея принадлежат 500 – 600 души, които нямат румънска църква и се черкуват в българските и гръцките. Работи румънско училище с учители и учителка. Мюсюлманската община в Джеемат има около 400 – 500 души и има училище, начело с ходжа.
Селото е освободено от османска власт през октомври 1912 година по време на Балканската война от Седма рилска дивизия. При избухването на войната осемдесет и двама души от Горни и Долни Порой са доброволци в Македоно-одринското опълчение.

### В Гърция
По време на Междусъюзническата война на 9 юли 1913 година селото е опожарено от гръцките войски. След войната Горни Порой остава в пределите на Гърция. Гръцките власти въвеждат редица денационализаторски мерки. Двамата български свещеници, макар и признали Патриаршията, са арестувани за противодържавна дейност в 1914 година и отстранени. Голяма част от българското и част от влашкото население се изселват в България, предимно в градовете Петрич, Горна Джумая (Благоевград), Пловдив, както и в селата от другата страна на Беласица – Елешница (Беласица), Коларово, Димидово (Самуилово), Ключ, Скрът и други.
През 20-те години на XX век в селото са заселени гърци бежанци от Мала Азия. Според преброяването от 1928 година Ано Пороя е смесено бежанско село с 208 бежански семейства и 774 души.
През 1935 година започва електрификацията на селото.
В началото на XXI век Горни Порой е една дестинации за селски и екотуризъм. Селото разполага с два хотела в традиционен стил и множество частни квартири. В магазинчетата и таверните в селото се предлагат разнообразни местни произведения и храни.
| Име               | Име           | Ново име   | Ново име     | Описание                                                           |
| ----------------- | ------------- | ---------- | ------------ | ------------------------------------------------------------------ |
| Варош             | Βαρόση        | Дросерон   | Δροσερόν     | местност на Ю от Горни Порой и на ЮИ от Долни Порой                |
| Мераслик          | Μερασλί       | Кинохриста | Κοινόχρηστα  | местност на ЮИ от Горни Порой и на СЗ от Джума махала              |
| Зидово            | Ζίδοβο        | Каливия    | Καλύβια      | местност на ИЮИ от Горни Порой                                     |
| Борища или Барища | Μπάριστα      | Микролимни | Μικρολίμνη   | местност на ЮИ от Горни Порой                                      |
| Кьоченик          | Κιότσενικ     | Лаготопос  | Λαγότοπος    |                                                                    |
| Даул              | Νταούλ        | Тимбану    | Τύμπανου     | река в Беласица на СИ от Горни Порой, на която е разположено Липош |
| Кочирека          | Κοτσιρέκα     | Куцурема   | Κουτσόρεμα   |                                                                    |
| Лулу Страга       | Λουλού Στράγα | Перасма    | Πέρασμα      | местност на З от Горни Порой                                       |
| Дидаро            | Διδάρον       | Анемодарма | Άνεμόδαρμα   | река в Беласица на И от Горни Порой                                |
| Мави гьол         | Μαβί Γικόλ    | Аспролимни | Άσπρόλιμνη   | извор в Беласица на С от Горни Порой                               |
| Кури гьол         | Κουρί Γκιόλτ  | Стенотопос | Στενότοπος   | извор в Беласица на С от Горни Порой                               |
| Къз Бунар         | Κίς Μπουνάρ   | Оморфоплая | Όμορφοπλαγιά | извор в Беласица на ССИ от Горни Порой                             |
| Плоча             | Μπλότσα       | Елиникон   | Έλληνικόν    | гранична местност в Беласица на СИ от Горни Порой и на С от Липош  |
| Кичик Кая         | Κιτσίκ Καγιά  | Микрокорфи | Μικροκορφή   | гранична местност в Беласица на СИ от Горни Порой                  |

Преброявания
- 1913 – 2684 жители
- 1920 – 1758 жители
- 1928 – 2173 жители
- 1940 – 2506 жители
- 1951 – 1641 жители
- 1961 – 2562 жители
- 1971 – 1804 жители
- 1981 – 1402 жители
- 1991 – 1434 жители

## Личности
Родени в Горни Порой
- Атанас Думчев (1897 – ?), завършил право в Софийския университет в 1920 година[22]
- Васил Попстоянов (1886 – 1924), български революционер, деец на ВМРО
- Г. К. Гайдев (? – 1922), деец на ВМРО от Горни или Долни Порой, загинал в сражение с потеря на 8 ноември 1922 година заедно с Танчо Гегов от Кеседжи чифлик и Тома Гоцев от Дели Хасан[23]
- Димитриос Ицьос (1906 – 1941), гръцки военен, герой от Втората световна война
- Димитър Михов (1870 – ?), български учител
- Димитър Стоянов (1908 – 1988), български комунист, просветен деец и училищен инспектор
- Димитър Шарланджиев (1908 – ?), български комунист
- Иван Клифов (? – 1900), български революционер
- Иван Липошлиев (1866 – 1945), български революционер и просветен деец
- Иванчо Поройлията (1848 – 1896), български революционер
- Илия Аврамов, деец на ВМРО, войвода в Поройско след 1922 година, родом от Горни или Долни Порой[24]
- Илия Физиев (1889 – 1978), български музикален деец[25]
- Йордан Иванов (1908 – ?), български химик, преподавател в Софийския университет
- Кирил Тимчев, български политик
- Манол Василев, гръцки андартски капитан
- Михаил Поройлията (1869 – 1901), български революционер
- Петър Гьозлиев (1890 – 1966), български издател и общественик
- Петрос Пенас (1902 – 1994), гръцки историк
- Стоян Шарланджиев (1915 – ?), български комунист, съветски агент
- Тимо Пазвантов, български революционер, деец на ВМОРО, умрял след 1918 г.[26]
- Т. Клифов, деец на НФП (българска секция)[27]
- Тодор Шарланджиев (1912 – ?), български комунист
- Туше Илиев Тимчев, български революционер, деец на ВМОРО, умрял в затвора преди 1918 г.[26]
- Христо Беров, български революционер от ВМОРО, четник на Гоце Междуречки[28]

Македоно-одрински опълченци от Горни Порой
- Вельо Танчев (1888 – 1973), земеделец, грамотен, четата на Иван Смоларски, Сярска чета, 1 рота на 14 воденска дружина[29]
- Димитър Попнгелов, 29 (24)-годишен, земеделец, ІІІ клас, четата на Панайот Карамфилович (Поройска чета), 1 рота на 14 воденска дружина[30]
- Иван Димитров Узунов, деец на ВМОРО, четата на Панайот Карамфилович[31]
- Иван Митов, четата на Панайот Карамфилович[32][33]
- Никола Ангелов, калайджия, ІV отделение, 4 рота на 14 воденска дружина, от Горни или Долни Порой[34]
- Никола Петров, четата на Панайот Карамфилович[32][35]
- Стоян Димитров Узунов, деец на ВМОРО,[31] 29-годишен, земеделец, грамотен, четата на Панайот Карамфилович, 1 рота на 14 воденска дружина[36]
- Стоян Цафков, четата на Панайот Карамфилович[32][37]
- Христо Велев, 22-годишен, земеделец, III отделение, Сярска чета, 3 рота на 3 солунска дружина, носител на кръст „За храброст“ IV степен[38]
- Христо Велев, 22-годишен, калайджия, неграмотен, 4 рота на 14 воденска дружина[38]
- Тако Джингов, четата на Панайот Карамфилович[32][39]

Други
- Ангел (Атанас) Матанлиев, деец на ВМОРО, председател на Поройския околийски революционен комитет[40]
- Велю Чингаров, български революционер от ВМОРО, поройски войвода през 1922 година[41]
- Стоян Попов, български революционер от ВМОРО, поройски войвода през 1907 година[42]

Свързани с Горни Порой
- Феи Скорда (р. 1980), гръцка водеща и театролог
- Костас Думциос, гръцки футболист

## Други
На селото са наречени улиците „Горни Порой“ в квартал „Надежда II“ (Карта) и „Порой“ в квартал „Фондови жилища“ (Карта) в София.